# Religija u Gabonu
Glavne religije Gabona su kršćanstvo (katoličanstvo i protestantizam), islam, kao i tradicionalna afrička vjerovanja. Veliki broj osoba prakticira istovremeno kršćanska vjerovanja kombinirana s elementima tradicionalnih religija. Oko 73 % ukupnog stanovništva, uključujući i strance nastanjene u državi, prakticira kršćanstvo ili bar neke njegove elemente; 12% stanovništva prakticira islam ( od kojih 80 ili 90% su stranci); 10% prakticira samo tradicionalne religije; dok se 5% stanovništva izjašnjava bez religije ili su ateisti. Bivši predsjednik El Hadj Omar Bongo Ondimba je bio član muslimanske manjine.
Narod Babonga koji se uglavnom bavi zemljoradnjom i živi na zapadoj obali prakticira bwiti religiju koja se zasniva na korištenju biljke iboga i njenim halucogenim svojstvima. Poređenja radi sa spiritualnim i kulturnim ulogama i rastafarijanstvo koristi biljke ayahuascu i kanabis. Druge osobe u Gabonu kombiniraju tradicionalna bwiti vjerovanja s animizmom i kršćanstvom tvoreći na taj način moderan oblik bwitija. Život Babonga je vrlo ritualan kroz ples, glazbu i ceremonije povezane s prirodnim silama i životinjama iz džungle. 
Strani misionari djeluju aktivno u državi. Ustav garantira slobodu vjeroispovjesti, a vlada podržava ta prava i u praksi.